# Jorge Lozano
Jorge Lozano, né le 17 mai 1963 à San Luis Potosí, est un ancien joueur de tennis professionnel mexicain.

## Biographie

### Carrière
Sa carrière a surtout été marquée par ses performances en double. En 1988, il parvient en demi-finale de l'US Open associé à Todd Witsken. La même année, il remporte le tournoi de double-mixte à Roland-Garros avec Arantxa Sánchez Vicario. Il réédite la performance en 1990 avec Lori McNeil.
Il a représenté le Mexique en Coupe Davis de 1981 à 1995. Il est aujourd'hui capitaine de l'équipe mexicaine de Coupe Davis.

## Parcours dans les tournois duGrand Chelem

### En simple
| Année | Open d'Australie | Open d'Australie | Internationaux de France | Internationaux de France | Wimbledon       | Wimbledon     | US Open         | US Open    |
| ----- | ---------------- | ---------------- | ------------------------ | ------------------------ | --------------- | ------------- | --------------- | ---------- |
| 1987  | —                | —                | —                        | —                        | —               | —             | 1er tour (1/64) | T. Muster  |
| 1988  | —                | —                | 2e tour (1/32)           | A. Võsand                | —               | —             | 1/8 de finale   | J. Connors |
| 1989  | —                | —                | 1er tour (1/64)          | P. Sampras               | 1er tour (1/64) | M. Laurendeau | —               | —          |

N.B. : à droite du résultat se trouve le nom de l'ultime adversaire.

## Classement en fin de saison
En simple
| Année | 1983 | 1984 | 1985 | 1986 | 1987 | 1988 | 1989 | 1990 | 1991 | 1992 | 1993 | 1994 | 1995 |
| Rang  | 498  | 722  | 741  | 489  | 392  | 106  | 64   | 356  | 247  | -    | -    | 831  | 789  |